# Diploptera punctata
Diploptera punctata är en kackerlacksart som först beskrevs av Johann Friedrich von Eschscholtz 1822.  Diploptera punctata ingår i släktet Diploptera och familjen jättekackerlackor. Inga underarter finns listade i Catalogue of Life.